# Clemens Fankhauser
Clemens Fankhauser (* 2. September 1985) ist ein ehemaliger österreichischer Radrennfahrer.

## Sportliche Laufbahn
Fankhauser wurde 2006 Dritter bei der österreichischen U23-Meisterschaft im Straßenrennen und Zweiter beim Zeitfahren. Im nächsten Jahr wurde er Profi bei dem Professional Continental Team Elk Haus-Simplon. Er gewann in seinem ersten Jahr dort den Grand Prix Austria Alu Guss und die Braunauer Radsporttage. Im U23-Straßenrennen der Meisterschaft wurde er erneut Dritter und konnte beim Grand Prix Tell eine Etappe für sich entscheiden.
2012 gewann Fankhauser die Tour of Vojvodina II. Zwei Jahre später sicherte er sich den Gesamtsieg des irischen Radrennens An Post Rás und wurde jeweils Zweiter der Gesamtwertungen der Tour of Serbia sowie der Baltic Chain Tour. 2015 verließ er für eine Saison sein bisheriges Team Tirol Cycling und wechselte zu Team Hrinkow Advarics Cycleang. In diesem Jahr gewann er rumänische Rennen Tour of Szeklerland. 2016 ging er zur Tirol Cycling zurück und siegte zum zweiten Mal bei An Post Rás.
2018 erhielt Clemens Fankhauser keinen neuen Vertrag bei Tirol Cycling, da sich die Mannschaft auf die Förderung von U23-Fahrern konzentrieren wollte. Es war unklar, ob er seine Sportlaufbahn weiter verfolgen wollte.
Wegen Verstoßes gegen lange zurückliegender Dopingvergehen wurde Fankhauser 2022 für vier Jahre gesperrt.

## Erfolge
2007
- eine Etappe Grand Prix Guillaume Tell

2012
- Tour of Vojvodina II

2014
- Gesamtwertung An Post Rás

2015
- Gesamtwertung und eine Etappe Tour of Szeklerland

2016
- Gesamtwertung An Post Rás